# Gadolinium
Gadolinium är ett metalliskt grundämne som tillhör lantanoiderna och de sällsynta jordartsmetallerna.

## Egenskaper
Gadolinium är en silvervit, mjuk och smidbar metall. Den oxideras i luft, reagerar långsamt med vatten och är löslig i syror. Gadolinium är trevärt positiv i föreningar med andra ämnen. Gadoliniumlösningar är färglösa, men fällningar med gadolinium blir vita.
Vid riktigt låga temperaturer är gadolinium supraledande, vid lite högre temperaturer ferromagnetisk. Curiepunkten för gadolinium är endast 19 oC, det är alltså vid den temperatur som gadolinium övergår från att vara ferromagnetisk till paramagnetisk. Dess magnetiska egenskaper gör det användbart för Magnetisk Resonanstomografi.

## Förekomst
Gadolinium förekommer i jordskorpan i mängder motsvarande 6,1 gram/ton. År 1880 upptäcktes ämnet i form av sin oxid av schweizaren Marignac i mineralet gadolinit från Ytterby gruva, Stockholms län. Gadolinium namngavs först 1886 efter mineralen gadolinit, som var namngivet efter den svensk/finska kemisten Johan Gadolin (1760–1853).
Gadolinium finns i naturen i föreningar med andra sällsynta jordartsmetaller, där de vanligaste är monazit och bastnäsit.
I modern tid har gadolinium framställts i ren form. Vanligaste metoden är reduktion av trifluoriden med metalliskt kalcium. 

### Radionukliden Gadolinium-148
Vid potentiella olyckor på forskningsanläggningar som ESS (European Spallation Source) kan det spridas ovanliga radioaktiva ämnen. Det ämne som skulle påverka stråldosen mest är den radioaktiva isotopen Gadolonium-148. Gadolinium-148 är en alfastrålande radionuklid som skulle kunna ta sig in i människokroppen via mat eller inandling.
Man vet ganska lite om spallationsanläggningar som ESS eftersom det finns så pass få i världen. Det finns därför väldigt lite kunskap om de radionuklider som skulle spridas vid en olycka. Det pågår dock studier som undersöker hur radionuklider som Gadolinium-148 fungerar och hur vi bäst ska förhålla oss till en potentiell olycka.

## Användning

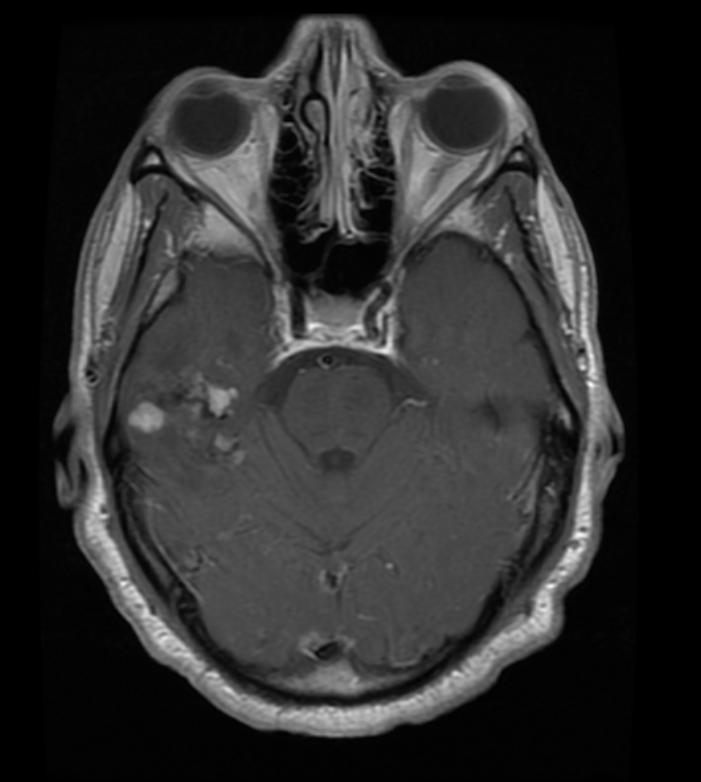
Oligodendrogliom, MR T1 med gadoliniumkontrast (Oligodendrogliom, tumörer, är de ljusare områdena till vänster i bilden)

Gadolinium används bland annat som inblandning i kärnbränsle, då i form av gadoliniumoxid, Gd2O3 (så kallad brännbar absorbator). Syftet med att blanda in det i kärnbränsle är dess egenskaper att fånga upp neutroner, samtidigt som det långsamt förbrukas. På så sätt begränsas effekttätheten i färskt kärnbränsle och effektfördelningen mellan färskt och utbränt bränsle blir jämnare. Gadolinium är bra för detta då det har den största förmågan av alla grundämnen som förekommer naturligt att fånga upp neutroner.
Vidare kan gadolinium användas inom ståltillverkningen där en liten inblandning av gadolinium ökar beständigheten hos järn- och kromlegeringar samt försvårar oxidation.

### Kontrastmedel
Inom sjukvården är gadoliniumföreningar viktiga som kontrastmedel vid MR-diagnostik, detta på grund av dess paramagnetiska egenskaper. Kontrastmedel med Gadolinium används vid en tredjedel av alla MR-undersökningar. Gadoliniumet reagerar med atomer och molekyler i kroppen och gör bilderna tydligare. Det blir exempelvis lättare att se inflammation, tumörer, blodkärl och blodtillförsel. På så sätt blir bilderna lättare att bedöma, vilket kan hjälpa till vid diagnostisering av exempelvis cancer.
Gadolinium är egentligen giftigt för människor, men genom att innesluta det i kelat blir det ofarligt och går att använda som kontrastmedel. Det finns både linjära och makrocykliska typer av gadoliniumkontrast och olika tillverkare använder olika typer av kelerande molekyler. Gadoliniumkontrastmedlen injiceras intravenöst och följer med urinen ut ur kroppen. Gadolinium kan även lagras i hjärnan i några månader upp till flera år, där den linjära varianten är mer benägen att inlagras. Ännu finns inget som tyder på att denna inlagring av gadolinium i hjärnan är skadligt, men som försiktighetsåtgärd bör användning av linjära gadoliniumkontrastmedel undvikas. Då man lättare lagrar mer gadolinium i kroppen om man har nedsatt njurfunktion, bör gadoliniumkontrastmedel, framförallt linjära, användas så lite som möjligt. Man bör också undvika dessa kontrastmedel om man är gravid eller haft en tidigare reaktion på liknande kontrastmedel. Om man har normal njurfunktion har dock 90% av gadoliniumet försvunnit med urinen ut ur kroppen redan efter 24 timmar.

## Utsläpp
Sedan 1990-talet har användningen av gadolinium dubblats, och i EU släpps det varje år ut 19 ton gadolinium i samband med MR-undersökningar. Eftersom gadoliniumet åker med urinen ut ur kroppen följer det sedan med våra avloppssystem. På grund av att vattenreningsverk inte är designade för att kunna rena vattnet från gadolinium tar sig gadoliniumet ut i vårt grundvatten och därmed också vårt dricksvatten.
Man har under de senaste åren sett en minskning av det gadoliniumet som tar sig ut till dricksvattnet. Detta på grund av att Covid-19 gjort att många MR-undersökningar ställts in. Alla icke akuta undersökningar har skjutits fram, vilket lett till att mindre gadolinium har använts och förorenat dricksvattnet.
Den ökande halten gadolinium i dricksvatten är skadlig eftersom gadolinium är giftigt. I vissa fall kan gadolinium leda till NSF, Nefrogen Systemisk Fibros. Symptom på detta är hudförhårdnad på extremiteter, minskad rörelseförmåga i lederna och gulfärgad beläggning på ögonen. Det kan också leda till att organ får nedsatt funktion. Riskerna för detta ökar markant vid nedsatt njurfunktion.